# Ali Özgentürk
Ali Özgentürk   (Adana, 4 de novembre de 1945 - Istanbul, 15 de maig de 2025) va ser un director de cinema, guionista i productor turc.

## Biografia
Després d'estudiar filosofia i sociologia a la Universitat d'Istanbul, es va dedicar al teatre com a actor, director i dramaturg. Va fundar la primera companyia de teatre de carrer d'Istanbul el 1968. Va començar a treballar a la indústria cinematogràfica turca el 1974 com a ajudant de càmera i, finalment, es va convertir en ajudant i guionista de famosos directors de cinema kurds com Atif Yilmaz i Yılmaz Güney.
El 1977 Özgentürk va escriure el guió de la pel·lícula del director Atıf Yılmaz Selvi Boylum, Al Yazmalım (La noia amb el mocador vermell), que esdevindrà un gran èxit a Turquia. El 1979, Özgentürk va dirigir el seu primer llargmetratge, Hazal, que va coescriure amb Onat Kutlar. La pel·lícula va guanyar premis al Festival Internacional de Cinema Mannheim-Heidelberg, el Festival de Cinema de Prada i el premi al millor nou director al Festival Internacional de Cinema de Sant Sebastià 1980. Ozgenturk continuà el 1982 amb At (El cavall), que fou projectada al Festival de Canes i que va guanyar premis a la Mostra de València i al Festival Internacional de Cinema de Tòquio, on va guanyar el premi Ozu i $250,000 en metàl·lic. El seu tercer llargmetratge de 1985, Bekςi (El guardià), una adaptació de la novel·la clàssica Murtaza del novel·lista turc Orhan Kemal, va ser la primera pel·lícula turca projectada en competició a la Mostra Internacional de Cinema de Venècia.
Özgentürk va tractar la controvèrsia amb la seva quarta pel·lícula, Su da Yanar (l'aigua també crema, 1987), que es referia a un director que intentava fer una pel·lícula sobre la vida del controvertit poeta turc Nâzım Hikmet.
El 2000, Özgentürk va dirigir Balalayka, que es convertiria en un gran èxit de taquilla a Turquia. La pel·lícula va tenir problemes al començament de la seva producció quan el seu actor principal, Kemal Sunal, va morir d'un atac de cor mentre pujava a un avió cap a la ubicació de la pel·lícula a Trabzon. Va ser substituït a la part per l'actor turc Uğur Yücel.

## Filmografia
- Ferhat (1974)
- Yasak (1975)
- At (1982)
- Bekcı (1985)
- Hazal (1979)
- Su da yanar (1987)
- Çıplak (1991)
- Sır (1997)
- Mektup (1998)
- Balalayka, 2000
- Kalbin Zamanı, 2004
- Yengeç Oyunu (2009)

## Premis
- Primer premi del Festival de Cinema de Prada de 1980 per "Hazal"
- Premi Ducat d'Or del Festival de Manheim de 1980 per "Hazal"
- Premi del jurat ecumènic del Festival de Cinema de Mannheim de 1980 per "Hazal"
- Premi del públic del Festival de Cinema de Mannheim de 1980 per "Hazal"
- Premi al millor nou director del Festival Internacional de Cinema de Sant Sebastià 1980 per "Hazal"
- Premi segon lloc de la Mostra de València de 1982 per "At" ("El cavall")
- Premi del segon lloc del Festival de Cinema de São Paulo de 1983 per "At" ("El cavall")
- Gran Premi del Festival de Cinema de Lecce de 1983 per "At" ("El cavall")
- Premi Yasujirō Ozu del Festival de Cinema de Tòquio de 1985 per "At" ("El cavall")
- Premi segon lloc del Festival de Cinema de Drets Humans d'Estrasburg de 1986 per "Bekci" ("The Guardian")
- Premi especial del jurat del Festival de Cinema d'Antalya de 1993 per "Ciplak" ("El nu")